# Samuel Pineles
Samuel Pineles (n. 1843, Brody; d. 1928, Galați) a fost un filantrop și activist pe tărâm 
obștesc  evreu român din Galați, născut în Ucraina, unul din înaintașii mișcării naționale a poporului evreu, președintele Congresului Sionist de la Focșani, 1881, primul congres de acest fel.

## Biografie
Samuel Pineles s-a născut în anul 1843, în localitatea Brody (Galiția), ca fiu al scriitorului, talmudistului și maskilului Herș Mendel Pineles. S-a stabilit în orașul Galați la vârsta de 17 ani, în anul 1860, pentru a-și ajuta părintele în afaceri. Samuel Pineles a fost un priceput întreprinzător și financiar iar în această  calitate s-a îngrijit și de prosperitatea portului Galați, orașul său adoptiv.
Fiind conștient de problemele obștii sale, Samuel Pineles a sprijinit cu devotament, financiar și moral, toate marile acțiuni de
întrajutorare pentru populația evreiască din vremea sa, fiind denumit din acest motiv "stâlp
al filantropiei". El s-a aflat în fruntea celor care au dat ajutor refugiaților evrei veniți - cu asentimentul  guvernului român - să caute adăpost în România, ca urmare a pogromurilor țariste, și mai târziu în urma vicisitudinilor create  și pentru mulți evrei de Revoluția bolșevică.
De asemenea, a fost deosebit de activ în Loja gălățeană a organizației evreiești B'nei B'rit, din care făceau parte oamenii cu stare din comunitate și a convins pe mulți dintre membrii organizației să-și sporească contribuțiile la fondurile de asistență.
Samuel Pineles s-a remarcat ca unul din conducătorii mișcării sioniste din România. Împreună cu dr. Karpel Lippe, Pineles a întemeiat la Iași gruparea "Ișuv Eretz
Israel" (Reașezarea Țării Israel), apoi gruparea "Hovevei Țion" (Iubitorii Sionului). În cadrul acestei din urmă mișcări, el a fost inițiatorul și președintele Congresului Sionist de la Focșani din 1881, primul congres de acest fel.
Prin mijlocirea sa, emigranții evrei (olimii) din Moldova (Moinești, Galați etc.) care au înființat în Palestina așezările agricole  Zikhron Ya'aqov și Roș Pina au putut beneficia de fonduri puse la dispoziție de către baronul Edmond de Rothschild din Franța (v. familia Rothschild). Pineles a înființat la Galați ziarul "Emigrantul", împreună cu Eliezer Rokeach. În același timp, filantropul evreu a colaborat la cele mai importante ziare evreiești (germane, engleze, palestiniene și locale) care dezbăteau problema evreiască la nivel global.
Odată cu lansarea programului de sionism politic al lui Theodor Herzl, Pineles a devenit un adept ferm al noii mișcări care promova ideea înființării unui stat evreiesc în Palestina. El a participat la toate Congresele acestei mișcări. La primul Congres sionist internațional desfășurat la Basel în anul 1897, sub președinția lui Theodor Herzl, Samuel Pineles a fost ales alături de Max Nordau ca vicepreședinte.
În România, Samuel Pineles a făcut parte din mai multe instituții sioniste, din Comitetul Executiv al Organizației Sioniste, fiind și unul dintre fondatorii organizației "Trustul Evreiesc de Colonizare" (Otzar Hityashvut Hayehudim). 
Pineles a fost promotorul unor conferințe, dezbateri și rubrici permanente în revista "Opinia evreiască", dispunând de vaste cunoștințe privind cultura română, iudaică și universală.
A murit în anul 1928 în orașul Galați. La înmormântarea sa au participat toate oficialitățile orașului, consulul englez și cel polon, o delegație de preoți ortodocși și armeni etc. La moartea sa, ziarele timpului îl caracterizau în necrologurile publicate la moartea sa drept "veteranul iudaismului moldav", "bunicul mișcării evreiești din țară", "patriarhul coreligionarilor săi".
Osemintele sale au fost ulterior reînhumate în cimitirul național de pe Muntele Herzl (Har HaZikaron) din Ierusalim, fiind aduse în Israel din România în anul 1965.
În memoria sa, ca recunoaștere a meritelor sale în cadrul mișcării sioniste, numele său a fost dat orașului Givat Shmuel (Ghivat Șmuel) din Israel. Municipiile Ierusalim și Tel Aviv au denumit străzi în memoria sa.